# Авиаремонтный завод № 405
Авиаремонтный завод № 405 (АО «АРЗ № 405») — авиаремонтное и сборочное предприятие, расположенное в Алма-Ате.

## История
В 1930-е годы в Алма-Ате было создано предприятие «Авиаремонтные мастерские» на которых осуществлялся текущий ремонт самолетов У-2, Р-5, К-5.
В 1939 году на базе мастерских была «Авиаремонтная база» позже переименованная в «Авиаремонтный завод № 405».
В период с 1941 по 1945 годы на заводе осуществлялись заказы оборонного ведомства по производству артиллерийских снарядов и установке дополнительного оборудования на военные самолёты. Был налажен ремонт самолетов марки Юнкерс-52 и Ли-2, а также авиационных двигателей BMW-182 и АШ-62ИР
В 1955 году на заводе был налажен ремонт самого массового самолёта Аэрофлота — АН-2.
В 1977 году заводу было поручено производить ремонт вертолётов Ка-26 с производительностью 5 машин в месяц.
В период с 1992 по 1994 годы на заводе был освоен капитальный ремонт вертолётов Ми-8Т/Ми-17. Также заводом были получены сертификаты и лицензии на комплекс услуг по техническому обслуживанию и ремонту вертолетов Ми-8.
В 2009 году ОАО «Вертолеты России» и Авиаремонтный завод № 405 подписали соглашение «Об общих принципах сотрудничества в области технического обслуживания и ремонта вертолетной техники». В 2015 году во время визита в Казахстан президента России Владимира Путина был подписан договор на крупноузловую сборку на Авиаремонтном заводе № 405 вертолётов Ми-8АМТ/Ми-171. В 2019 году был подписан договор на поставку первых 17 вертолёто-комплектов. 14 декабря 2020 года на заводе был представлен первый вертолёт Ми-8АМТ казахстанской сборки.

## Деятельность
Завод находится по соседству с Международным аэропортом г. Алма-Аты. Производственные площади оснащены достаточными технологическими средствами и оборудованием для производства капитального ремонта, технического обслуживания и модернизации одновременно до 20 вертолетов типа Ми-8/17.
На современном этапе на заводе осуществляется сервисное сопровождение вертолётов Ми-8Т, Ми-8П, Ми-8ПС, Ми-8МТ (Ми-17), Ми-8МТВ-1 (Ми-17-1В), Ми-8МТВ-2, Ми-171 (Ми-8АМТ), Ми-8МТВ-5 (Ми-17В-5), Ми-172 и их модификаций, Ка-32А и Ка-32А11ВС.
Заказчиками предприятия являются как государственные структуры Республики Казахстан так и частные авиакомпании:
- Министерство обороны РК;
- Пограничная служба КНБ РК;
- Национальная гвардия МВД РК;
- Комитет чрезвычайных ситуаций МВД РК;
- Государственная авиакомпания «Berkut» Управления делами президента Республики.
- Служба спасения акимата Алматы;
- гражданские авиакомпании (среди них «Бурундайавиа» и «PrimeAviation»).

Также имеется дочерний филиал, созданный на базе бывшего Авиаремонтного завода № 406 в г. Актобе, который обслуживает вертолёты в западных и северных регионах Казахстана.